# 哈普爾格湖

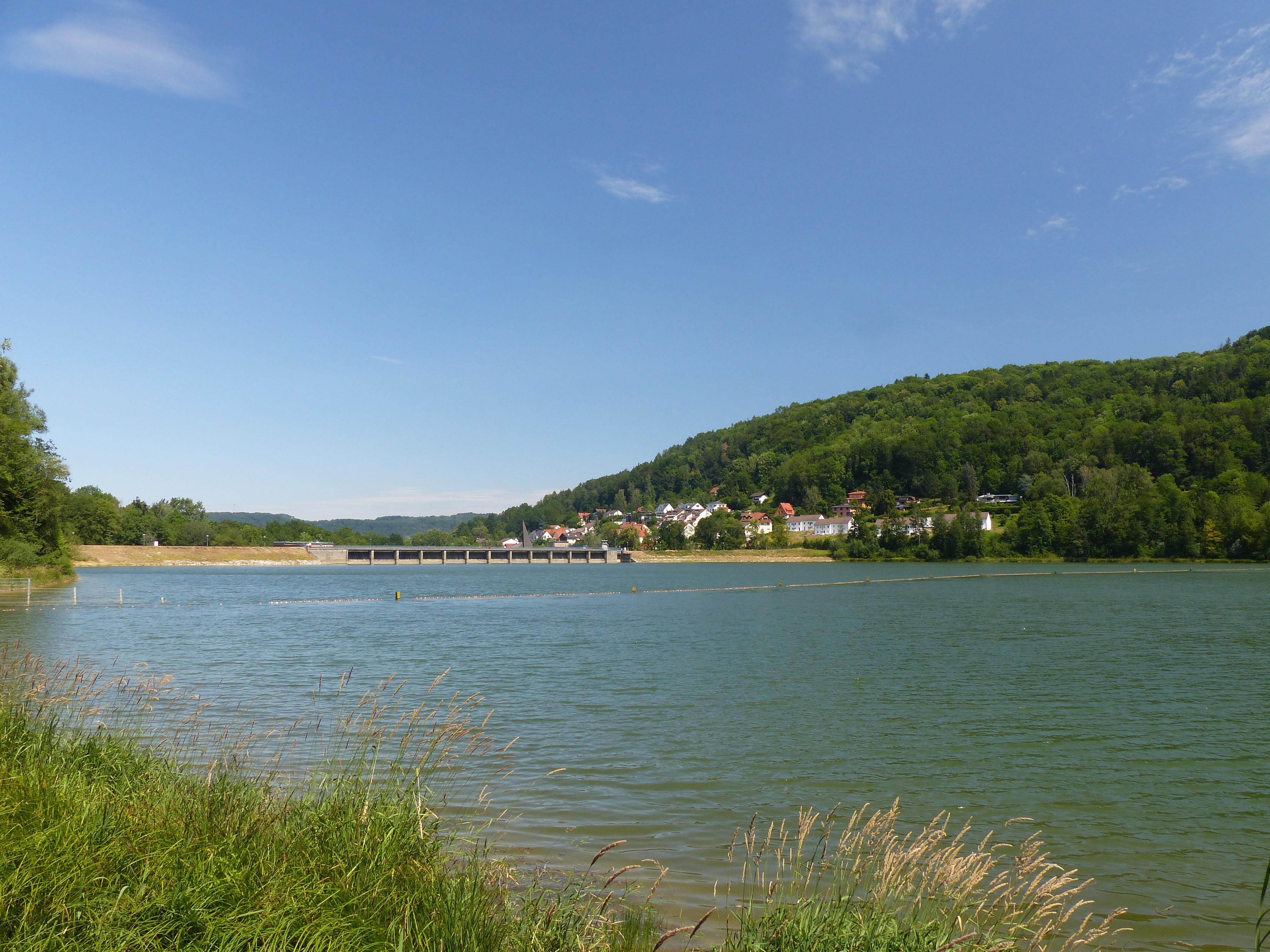

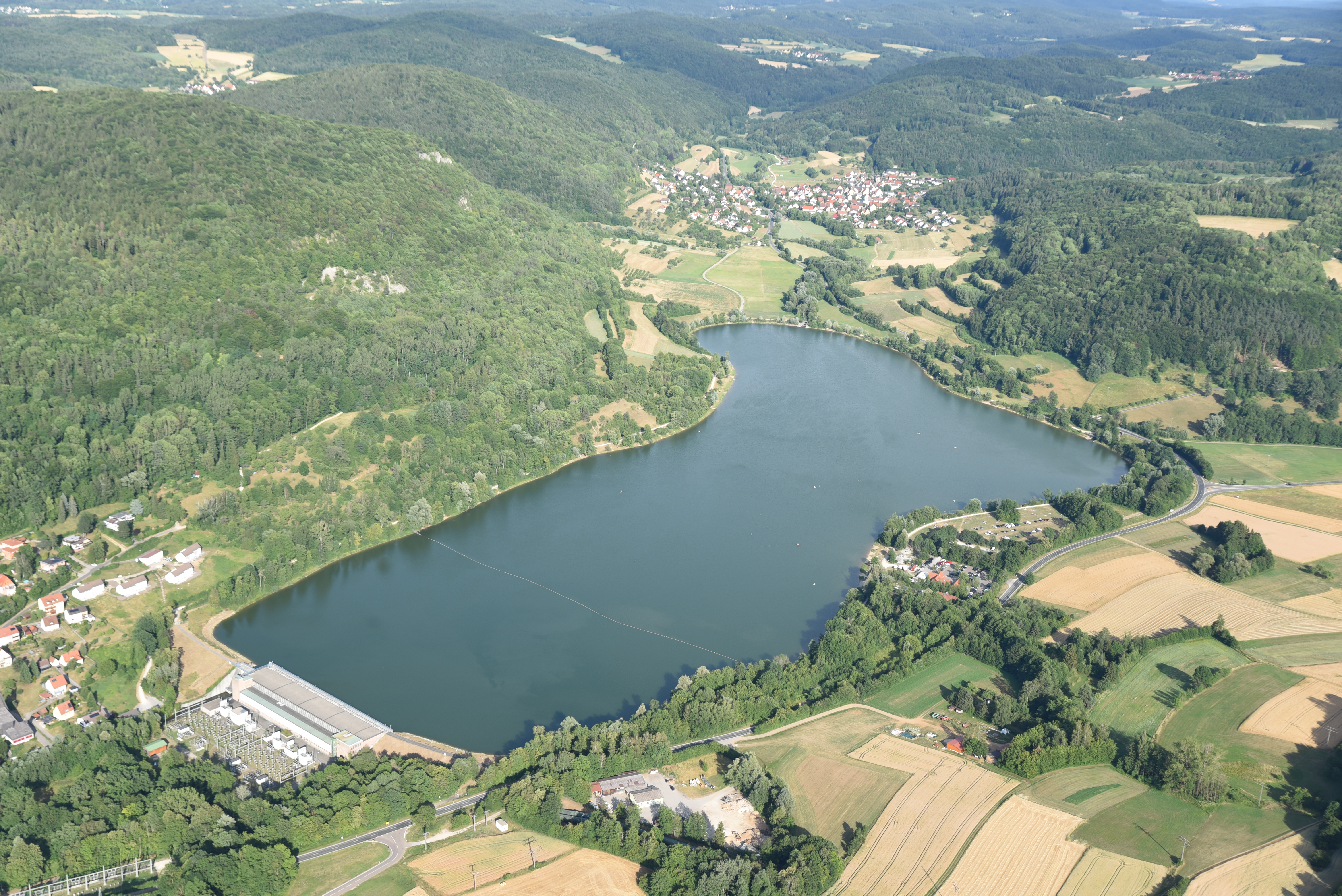

49°28′57″N 11°28′50″E / 49.48250°N 11.48056°E
哈普爾格湖（德語：Happurger See）是德國的湖泊，位於該國東南部，由巴伐利亞州負責管轄，處於紐倫堡縣，長1.2公里、寬0.45公里，面積0.55平方公里，海拔高度366米。